# مسرد الفلسفة

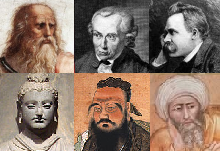

مسرد ألفاظ الفلسفة واصطلاحاتها:

## ا
- إحيائية — اعتقاد بوجود الأرواح
- إنسانية علمانية — فلسفة إنسانية تعلي من شأن العقل والعدل فوق التقليد.[1][2][3]
- إمبريقية — فلسفة يذهب أهلها إلى لزوم التجريب لبلوغ المعرفة.

- أ
- ب
- ت
- ث
- ج
- ح
- خ
- د
- ذ
- ر
- ز
- س
- ش
- ص
- ض
- ط
- ظ
- ع
- غ
- ف
- ق
- ك
- ل
- م
- ن
- هـ
- و
- ي